# Нивагальское нефтяное месторождение
Нивагальское нефтяное месторождение — нефтяное месторождение в России разрабатываемое компанией Лукойл.

## Описание
Расположено в Ханты-Мансийском автономном округе, в 114 км к северо-западу от г. Нижневартовск. Открыто в 1981 году. Освоение началось в 1985 году.
Запасы нефти составляет 350 млн тонн. Плотность нефти составляет 0,854 г/см3 или 34° API. Содержание серы составляет 0,92 %.
Месторождение относится к Западно-Сибирской провинции.
Оператором месторождение является российская нефтяная компания Лукойл. Добыча нефти на месторождении в 2009 г. — составила 1,366 млн тонн.
По легенде, месторождение получило название от сложения имён трех девушек-геофизиков участвовавших в разведке — Нины, Вали и Гали.